# Václav Korunka
Václav Korunka (* 24. Dezember 1965 in Jilemnice) ist ein ehemaliger tschechischer Skilangläufer.

## Werdegang
Korunka begann mit dem professionellen Skilanglauf Anfang der 1980er Jahre, gab sein Debüt im Skilanglauf-Weltcup 1987 und feierte mit dem Start bei den Olympischen Winterspielen 1988 in Calgary seinen ersten großen Erfolg. Nachdem er im Einzel über 15 km nur Rang 28 erreicht hatte, gewann er gemeinsam mit Radim Nyč, Pavel Benc und Ladislav Švanda in der Staffel die Bronzemedaille. Diesen Erfolg wiederholte er gemeinsam mit Benc, Svanda und Martin Petrásek bei den Weltmeisterschaften 1989 in Lahti. Zum Start in den Winter 1991/92 blieb er über die 10 km im klassischen Stil im kanadischen Silver Star hinter den Punkterängen zurück und belegte den 40. Platz. Am folgenden Tag konnte Korunka seine Leistungen steigern, verpasste aber die Punkte als 24. erneut. Bei den folgenden Olympischen Winterspielen 1992 in Albertville, für die er sich mit dem 14. Platz im Weltcup von Thunder Bay qualifizierte, lief er im 10-km-Einzelrennen als 17. ins Ziel, bevor er gemeinsam mit Radim Nyč, Pavel Benc und Luboš Buchta in der Staffel Siebenter wurde. Zum Abschluss der Spiele wurde Korunka 13. über die 50-km-Distanz. Zu Beginn der Saison 1992/93 gelang ihm in Ramsau am Dachstein mit dem dritten Platz der erste Podestplatz seiner Karriere. Bei den Nordischen Skiweltmeisterschaften 1993 in Falun, bei denen erstmals getrennte Mannschaften für Tschechien und die Slowakei antraten, erreichte Korunka einen 23. Platz über 10 km klassisch. In der folgenden Verfolgung erreichte er Rang 16. Im abschließenden 50-km-Rennen lief er unter die besten zehn und wurde Neunter. Im Weltcup gelang ihm wenige Tage nach der Weltmeisterschaft in Lahti mit einem erneuten dritten Platz sein drittes und letztes Weltcup-Podium in seiner Karriere.
Trotz eher schwacher Weltcup-Leistungen gehörte Korunka bei den Olympischen Winterspielen 1994 in Lillehammer zur erstmals antretenden tschechischen Mannschaft. Über 10 km lief er als 59. ins Ziel, bei der folgenden 25-km-Verfolgung lief er auf den 37. Platz. Mit der Staffel wurde er schließlich Achter. In den folgenden Winter 1994/95 startete er schwach und kam so am 4. Februar 1995 erstmals im Skilanglauf-Continental-Cup zum Einsatz. Dabei erreichte er in Brusson zweimal die Top 10. Zum Saisonende reiste er mit der Nationalmannschaft trotz zuvor eher durchwachsener Ergebnisse zu den Nordischen Skiweltmeisterschaften 1995 in Thunder Bay. Dort begann er mit dem 30. Platz über die 10 km. Über die 50 kam er auf den 31. Platz. Im Dezember gewann er zwei FIS-Rennen in Bedřichov u Jablonce nad Nisou. Im Weltcup wurden Platzierungen in den Punkterängen trotz neuem FIS-Punktesystem selten. Bei den Militär-Skiweltmeisterschaften 1997 in Valcartier wurde er Vierter über 15 km und verpasste damit nur knapp eine Medaille. Zuvor war er bei den Nordischen Skiweltmeisterschaften 1997 in Trondheim über 30 und 50 km an den Start gegangen, konnte aber keine Top-Resultate erreichen.
Seinen letzten Weltcup bestritt Korunka in Seefeld in Tirol im Februar 1999, blieb dabei aber als 60. ohne Chance. Auch bei den folgenden Nordischen Skiweltmeisterschaften 1999 in Ramsau konnte er sich nur im Mittelfeld platzieren. Vier Wochen nach der Weltmeisterschaft beendete er mit einem dritten Platz im Continental Cup von Lillehammer seine aktive Karriere.
Bei den tschechoslowakischen Meisterschaften siegte Korunka jeweils einmal über 50 km (1986) und 15 km (1991) und viermal mit der Staffel von Dukla Liberec (1989–1992).
Nach dem Ende seiner Karriere schlug Korunka eine Trainerlaufbahn ein und arbeitet als Skilanglauftrainer in seiner Heimat.

## Platzierungen im Weltcup

### Weltcup-Statistik
Die Tabelle zeigt die erreichten Platzierungen im Einzelnen.
- 1.–3. Platz: Anzahl der Podiumsplatzierungen
- Top 10: Anzahl der Platzierungen unter den ersten zehn
- Punkteränge: Anzahl der Platzierungen innerhalb der Punkteränge
- Starts: Anzahl gelaufener Rennen in der jeweiligen Disziplin
- Hinweis: Bei den Distanzrennen erfolgt die Einordnung gemäß FIS.

| Platzierung         | Distanzrennen a | Distanzrennen a | Distanzrennen a | Distanzrennen a | Distanzrennen a | Skiathlon Verfolgung | Sprint | Etappen- rennen b | Gesamt | Team c | Team c  |
| Platzierung         | ≤ 5 km          | ≤ 10 km         | ≤ 15 km         | ≤ 30 km         | > 30 km         | Skiathlon Verfolgung | Sprint | Etappen- rennen b | Gesamt | Sprint | Staffel |
| ------------------- | --------------- | --------------- | --------------- | --------------- | --------------- | -------------------- | ------ | ----------------- | ------ | ------ | ------- |
| 1. Platz            |                 |                 |                 |                 |                 |                      |        |                   |        |        |         |
| 2. Platz            |                 |                 |                 |                 |                 |                      |        |                   |        |        |         |
| 3. Platz            |                 | 1               |                 | 1               |                 |                      |        |                   | 2      |        |         |
| Top 10              |                 | 1               | 1               | 2               |                 |                      |        |                   | 4      |        |         |
| Punkteränge         |                 | 3               | 7               | 6               | 1               |                      |        |                   | 17     |        |         |
| Starts              |                 | 13              | 16              | 11              | 1               |                      |        |                   | 41     |        |         |
| Stand: Karriereende |                 |                 |                 |                 |                 |                      |        |                   |        |        |         |

### Weltcup-Gesamtplatzierungen
| Saison  | Gesamt | Gesamt | Langdistanz | Langdistanz | Sprint | Sprint |
| Saison  | Punkte | Platz  | Punkte      | Platz       | Punkte | Platz  |
| ------- | ------ | ------ | ----------- | ----------- | ------ | ------ |
| 1987/88 | 007    | 38.    | –           | –           | –      | –      |
| 1988/89 | 025    | 018.   | –           | –           | –      | –      |
| 1989/90 | 012    | 032.   | –           | –           | –      | –      |
| 1990/91 | 038    | 016.   | –           | –           | –      | –      |
| 1991/92 | 008    | 036.   | –           | –           | –      | –      |
| 1992/93 | 226    | 011.   | –           | –           | –      | –      |
| 1993/94 | 024    | 056.   | –           | –           | –      | –      |
| 1994/95 | 015    | 064.   | –           | –           | –      | –      |
| 1995/96 | 095    | 031.   | –           | –           | –      | –      |
| 1996/97 | 023    | 056.   | 08          | 63.         | 05     | 47.    |
| 1998/99 | 002    | 105.   | –           | –           | –      | –      |